# خوزيه ميلتون ميلجار
خوزيه ميلتون ميلجار (بالإسبانية: José Milton Melgar) (مواليد 20 سبتمبر 1959) هو لاعب كرة قدم. يلعب مع منتخب بوليفيا لكرة القدم. سبق له أن لعب في كأس العالم لكرة القدم مع منتخب بلاده.

## روابط خارجية
- خوزيه ميلتون ميلجار على موقع الاتحاد الدولي (مؤرشف)  (الإنجليزية)
- خوزيه ميلتون ميلجار على موقع قاعدة بيانات كرة القدم.إي يو (الإنجليزية)
- خوزيه ميلتون ميلجار على موقع ناشيونال فوتبول تيمز (الإنجليزية)
- خوزيه ميلتون ميلجار على موقع عالم كرة القدم.نت (الإنجليزية)